# Provincia della Nuova Irlanda
La Nuova Irlanda è la provincia nord-orientale della Papua Nuova Guinea.

## Geografia fisica
L'isola principale, Nuova Irlanda, fa parte dell'Arcipelago delle Bismarck ed ha la forma di un moschetto, essendo lunga (320 km) e stretta, con una larghezza di 10-40 chilometri per quasi tutta la sua estensione. Possiede una catena montuosa centrale aspra e scoscesa, la cui cima più alta è il monte Taron (2379 m). Altra cima importante è il Lambel (2150 m). L'isola si trova poco a sud dell'equatore, tra 1 e 5 gradi.
La provincia è poi composta da numerose altre isole quali il gruppo Saint Matthias (Mussau e Emirau), il gruppo delle Tabar (Tabar, Tatau e Simberi), il gruppo delle Tanga (Malendok e Boang), le isole Feni (Ambitle e Babase), le isole Djaul, Lihir e Anir e altre minori.
Nel territorio sono registrati tre vulcani recenti, due dormienti e uno spento:
- Ambitle e Babase, le due isole Feni, che sono oggi dormienti, con fenomeni secondari come sorgenti termali e fumarole; l'ultima eruzione risale a circa 2300 anni fa[2];
- Lihir, vulcano dormiente nell'isola omonima, composto da una successione di stratovulcani accavallati; anche qui sono presenti sorgenti termali e fumarole, nonché un giacimento d'oro di origine vulcanica[3];
- Tanga, vulcano pleistocenico sprofondato in mare, i cui resti affiorano sotto forma di un gruppo di piccole isole; non ci sono fumarole ma solo un'unica sorgente termale[4].

Il clima è equatoriale, con piogge abbondanti in tutte le stagioni.
La superficie totale della provincia è di 9.600 km².

## Flora e fauna

### Vegetazione
Le isole della Nuova Irlanda fanno parte, insieme alla Nuova Britannia, della bioregione della foresta pluviale della Nuova Britannia e Nuova Irlanda. La flora presenta differenze significative rispetto alla Nuova Guinea e anche in funzione dell'altitudine; esistono anche differenze minori tra la flora della Nuova Irlanda e quella della vicina Nuova Britannia. Al contrario, è scarsa la differenza, in queste isole, tra la flora dei suoli calcarei e quella dei suoli vulcanici.
La foresta a bassa quota è maggiormente soggetta alle alterazioni causate dalle attività umane (soprattutto piantagioni e sfruttamento del legname). La foresta montana, anche a causa della ripidezza dei versanti, è ancora in buone condizioni.

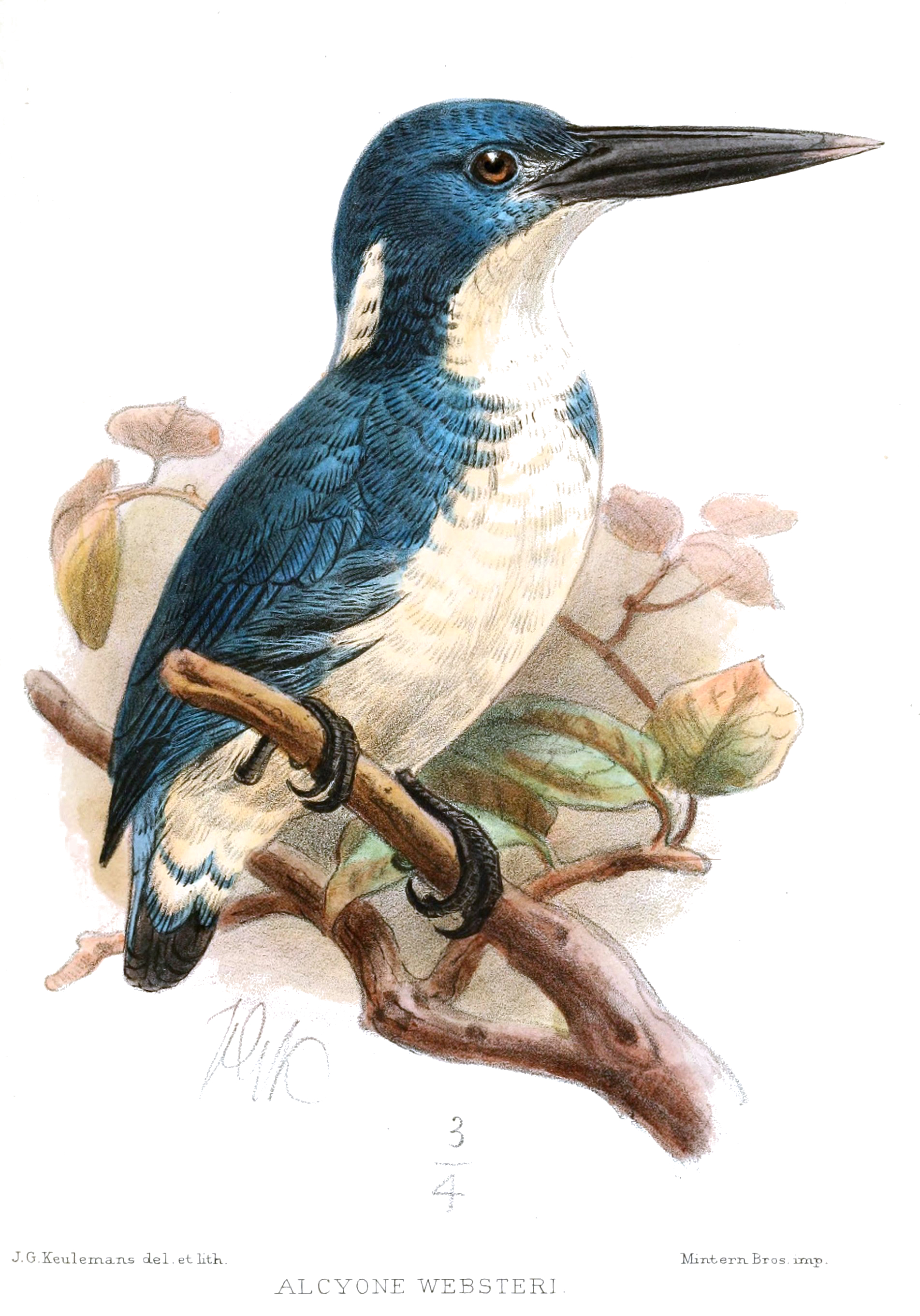
Alcedo websteri

### Fauna
I mammiferi sono rappresentati da un numero ridotto di specie (soprattutto pipistrelli), diverse delle quali sono quasi-endemiche. Diverse specie di mammiferi (cani, gatti, ratti, maiali selvatici) sono state introdotte recentemente con effetti nocivi sull'ecosistema.
Tra gli uccelli esiste qualche endemismo specifico di questa provincia, come il passeriforme Rhipidura matthiae, esclusivo dell'isola di Mussau. La maggioranza delle specie sono comuni alla Nuova Britannia, come Alcedo websteri, il martin pescatore pigmeo delle isole Bismarck, o diffuse su un areale ancor più ampio.

## Geografia antropica

### Suddivisioni amministrative

Mappa delle LLG della provincia della Nuova Irlanda

La provincia è suddivisa in distretti, che a loro volta sono suddivisi in aree di governo locale (Local Level Government Areas).
| Distretto              | Capoluogo | Aree LLG                |
| ---------------------- | --------- | ----------------------- |
| Distretto di Kavieng   | Kavieng   | Kavieng Urban           |
| Distretto di Kavieng   | Kavieng   | Lavongai Rural          |
| Distretto di Kavieng   | Kavieng   | Murat Rural             |
| Distretto di Kavieng   | Kavieng   | Tikana Rural            |
| Distretto di Namatanai | Namatanai | Konoagil Rural          |
| Distretto di Namatanai | Namatanai | Namatanai Rural         |
| Distretto di Namatanai | Namatanai | Nimamar Rural           |
| Distretto di Namatanai | Namatanai | Sentral Niu Ailan Rural |
| Distretto di Namatanai | Namatanai | Tanir Rural             |

## Popolazione
La popolazione totale è di circa 100.000 persone che abitano per lo più in piccoli villaggi rurali. La capitale della provincia è Kavieng che è situata sulla punta settentrionale dell'isola principale. Namantai è un'altra piccola città posta nella zona centrale dell'isola.
Nella Nuova Irlanda vengono parlate circa 20 lingue differenti. Con i dialetti e i sottodialetti il totale degli idiomi è di circa 45. Tutte le lingue, tranne una (Kuot), fanno parte del gruppo linguistico Austranesiano (Austranesian).

## Cultura
La Nuova Irlanda, come tutta la Papua Nuova Guinea, presenta, dal punto di vista culturale una misto di nuovo e di antico. Le pratiche culturali tradizionali sono ancora molto diffuse e rispettate sebbene si possano riconoscere i segni lasciati dalla cultura contemporanea globale e dall'attività della chiesa che stanno facendo mutare la società. Il più famoso sistema culturale della Nuova Irlanda è rappresentato dal Malagan, una parola in lingua Nalik che identifica un antico e rispettato set di pratiche e di cerimonie praticate su tutta l'isola.

## Storia
Almeno tre sono stati, negli ultimi 40.000 anni, i flussi migratori verso la Nuova Irlanda. La cultura delle ceramiche Lapita era già presente circa 3.300 anni fa. Si ipotizzano, in epoche lontane, dei contatti con la Cina e con il sud-est dell'Asia, anche se le prove sono scarse.
Gli occidentali entrarono in contatto con la Nuova Irlanda nel 1516 quando venne raggiunta da esploratori olandesi. L'attività missionaria ebbe inizio nel 1877 e la Nuova Irlanda divenne colonia della Germania nel 1886.